# INS Nilgiri
La INS Nilgiri es el la primera fragata furtiva de la clase proyecto 17A, comisionada con la Marina India el 15 de enero de 2025.

## Construcción
La fragata es la primera de la clase proyecto 17A, que supone un avance respecto de la anterior clase Shivalik. Fue botada en 2019 pero su construcción fue demorada por la pandemia de COVID-19. Fue entregada a la Armada el 20 de diciembre de 2024 para las pruebas de mar. Así, fue comisionada el 15 de enero de 2025 junto al destructor INS Surat y el submarino INS Vagsheer, contando la presencia del primer ministro Narendra Modi.